# Färöische Fußballmeisterschaft 1953
Die Färöische Fußballmeisterschaft 1953 wurde in der Meistaradeildin genannten ersten färöischen Liga ausgetragen und war insgesamt die elfte Saison.
Meister wurde Titelverteidiger KÍ Klaksvík, die den Titel somit zum vierten Mal erringen konnten.
Im Vergleich zur Vorsaison verschlechterte sich die Torquote auf 3,17 pro Spiel. Den höchsten Sieg erzielte TB Tvøroyri beim 6:0 im Heimspiel gegen B36 Tórshavn, was neben dem 4:2 zwischen HB Tórshavn und TB Tvøroyri auch das torreichste Spiel darstellte.

## Modus
Aufgrund des Rückzuges von VB Vágur aus der Meistaradeildin spielte jede Mannschaft nun an sechs Spieltagen jeweils zweimal gegen jede andere. Die punktbeste Mannschaft zu Saisonende stand als Meister dieser Liga fest, eine Abstiegsregelung gab es nicht.

## Saisonverlauf
KÍ Klaksvík gab nur bei der 0:2-Auswärtsniederlage gegen TB Tvøroyri Punkte ab, das Rückspiel konnte mit 2:0 gewonnen werden. Da TB jedoch beide Spiele gegen HB Tórshavn verlor, sicherte sich KÍ Klaksvík die Meisterschaft.

## Abschlusstabelle
| Pl. | Verein          | Sp. | S | U | N | Tore    | Quote | Punkte |
| --- | --------------- | --- | - | - | - | ------- | ----- | ------ |
| 1.  | KÍ Klaksvík (M) | 6   | 5 | 0 | 1 | 010:400 | 2,50  | 10:20  |
| 2.  | HB Tórshavn     | 6   | 3 | 0 | 3 | 013:110 | 1,18  | 06:60  |
| 3.  | TB Tvøroyri     | 6   | 2 | 1 | 3 | 011:800 | 1,38  | 05:70  |
| 4.  | B36 Tórshavn    | 6   | 1 | 1 | 4 | 004:150 | 0,27  | 03:90  |

| (M) | Meister des Vorjahrs |

## Spiele und Ergebnisse
|              | B36 | HB  | KÍ  | TB  |
| ------------ | --- | --- | --- | --- |
| B36 Tórshavn |     | 1:3 | 0:2 | 0:0 |
| HB Tórshavn  | 2:3 |     | 1:2 | 4:2 |
| KÍ Klaksvík  | 2:0 | 2:1 |     | 2:0 |
| TB Tvøroyri  | 6:0 | 1:2 | 2:0 |     |

## Spielstätten
| Mannschaft   | Stadion        | Spielort |
| ------------ | -------------- | -------- |
| B36 Tórshavn | Gundadalur     | Tórshavn |
| HB Tórshavn  | Gundadalur     | Tórshavn |
| KÍ Klaksvík  | Við Djúpumýrar | Klaksvík |
| TB Tvøroyri  | Sevmýri        | Tvøroyri |